# Raoul Lambert
Raoul Lambert (* 20. říjen 1944, Bruggy) je bývalý belgický fotbalista. Hrával na pozici útočníka.
S belgickou fotbalovou reprezentací vybojoval bronzovou medaili na mistrovství Evropy roku 1972. Na tomto turnaji byl zařazen i do all-stars týmu. Hrál i na světovém šampionátu roku 1970.. Celkem za národní tým odehrál 33 utkání a vstřelil v nich 18 gólů.
Celou svou kariéru strávil v jediném klubu: Club Brugge. Stal se s ním pětkrát mistrem Belgie (1972/73, 1975/76, 1976/77, 1977/78, 1979/80) a třikrát vyhrál belgický pohár (1967/68, 1969/70, 1976/77). V sezóně 1971/72 se stal nejlepším střelcem belgické ligy.